# Mahesz
Mahesz (m3ỉ-ḥs3) az ókori egyiptomi vallás egyik istene. Neve oroszlánt jelent, ebben az értelemben a szó már a Piramisszövegekben előfordul, de mint istenre elsőként a középbirodalom idején van rá utalás, teofórikus nevekben; gyakran csak az újbirodalomtól említik. Básztet vagy Szahmet fiának tartják. Segíti Ré napistent az Apóphisz elleni harcában, emiatt háborúisten és a szent helyek védelmezője is. Egyes feltételezések szerint idegen eredetű isten. Azonosították több istennel, köztük Hórusszal, Nofertummal és Rével is.

## Ikonográfiája
Ábrázolták oroszlánként – mancsai közt késsel, mögötte a Nofertumot idéző lótuszokkal –, és oroszlánfejű férfiként is, fején napkoronggal és ureusszal, atef-koronával vagy a Nofertumra jellemző virágos fejdísszel.

## Kultusza
Fő kultuszhelye a Nílus-delta keleti részén fekvő Taremu városa volt (ma Tell el-Muqdam), melyet a görögök Leontopolisznak, „Oroszlánvárosnak” neveztek el róla. A XVIII. dinasztia idején már állt itt valamilyen templom, de a kultuszra csak jóval későbbről vannak tényleges bizonyítékok. A taremui templomban szelídített oroszlánokat tartottak. III. Oszorkon, a XXIII. dinasztia egyik uralkodója anyja, Básztet istennő városában, Bubasztiszban emeltetett templomot Mahesznek, Básztet templomától északra. Az isten kultusza délen is elterjedt, megjelenik Dendera, Edfu, Philae, a núbiai Dendur templomában is, és a távoli oázisokban is. Mágikus szertartásokkal kapcsolatban is említik, későkori amulettek is mintázzák alakját. Claudius Aelianus azt írta: „Egyiptomban oroszlánokat imádnak, és egy várost is elneveztek róluk. (…) Az oroszlánoknak templomok épültek, és számos helyen járhatnak szabadon; naponta ökörhúst kapnak (…) és egyiptomi nyelven énekelt dalkísérettel esznek.”